# Ольховка (Великоустюзький район)
Ольхо́вка (рос. Ольховка) — присілок у складі Великоустюзького району Вологодської області, Росія. Входить до складу Усть-Алексієвського сільського поселення.

## Населення
Населення — 47 осіб (2010; 77 у 2002).
Національний склад (станом на 2002 рік):
- росіяни — 100 %